# Fredrik Waldemar Hvoslef
Fredrik Waldemar Hvoslef, född den 17 mars 1825 i Kristiania (nuvarande Oslo), död den 5 maj 1906 i Bergen, var en norsk biskop. Hvoslef var en av dem som misshandlades i samband med Kautokeinoupproret den 8 november 1852.
Hvoslef blev tidigt faderlös och fick själv förtjäna sitt uppehälle från 14 års ålder. Han gick till sjöss och tog styrmansexamen innan han 19 år gammal gick iland och började studera. Vid universitet mötte han Nils Vibe Stockfleth, som undervisade honom i samiska och uppmanade honom att söka sig till Finnmark fylke. Efter avlagd teologisk examen utnämndes han den 20 november 1851 till präst i Kautokeino, som samma år blivit eget pastorat. Han tillträdde dock inte tjänsten förrän i april 1852, då han hunnit gifta sig med Alette Kathrine Frost.
När Kautokeinoupproret bröt ut den 8 november 1852 blev Hvoslef inlåst i sitt hem och misshandlad. De andligt väckta samerna ville ta med sig Hvoslef för att omvända honom, så att han skulle kunna fungera som deras själasörjare. Upprorsmakarna övermannades dock av samer från grannbyn och överlämnades till rättvisan. Efter händelserna i Kautokeino plågades Hvoslef livet igenom av huvudvärk och sömnlöshet.
Waldemar Hvoslef menade att hat och hämndlystnad låg bakom upproret, och han argumenterade för att ledarna skulle dömas till dödsstraff. Fem personer dömdes också till döden, men tre av dem blev benådade. Hvoslef blev utnämnd till själasörjare för de två som skulle avrättas, Aslak Jacobsen Hætta och Mons Aslaksen Somby, och följde dem till schavotten.
Efter fem år i Kautokeino blev Waldemar Hvoslef föreståndare vid lärarseminariet i Tromsø. Efter att 1861 ha fått en tjänst som kyrkoherde och stiftsprost i Tromsø stad blev han 1868 biskop i Tromsø stift. Av hälsoskäl sökte han sig söderöver och blev kyrkoherde i Lier 1876. År 1881 blev Hvoslef utnämnd till biskop i Bergen (Bjørgvins stift), en tjänst som han innehade till sin pensionering 1898.
Hvoslef blev riddare av Sankt Olavs Orden 1870 och kommendör av 1. klass 1890. Han var bror till Johan Christian Georg Hvoslef.